# Alianza (Álbum de Alianza)
En 1997, tres años después de la publicación de su primer álbum Sueños del Mundo, Adrián y Hugo deciden empezar a componer su segundo disco, lo llamaron simplemente "Alianza", el disco homónimo se compone de 10 canciones originales, más una versión en español de "Hold the Line" de la banda norteamericana Toto, y otro cover, "Mujer Amante" de su antigua banda Rata Blanca, cabe decir que hay rumores de que esta versión "Mujer Amante" es la original que había compuesto Adrián Barilari, y que la versión que se encuentra en el disco Magos, espadas y rosas de Rata Blanca, es la versión que editó y adaptó Walter Giardino para agregarla al disco, pero hasta ahora no se logrado saber si eso es cierto o si solo es rumor.

## Lista de canciones
| N.º   | Título                            | Duración |  |
| 1.    | «Fui un Extraño»                  | 4:02     |  |
| 2.    | «Escondida Entre Nubes»           | 4:32     |  |
| 3.    | «Déjame Libre»                    | 4:17     |  |
| 4.    | «Ven a Calmar Mi Dolor»           | 3:05     |  |
| 5.    | «Sólo Vos»                        | 4:51     |  |
| 6.    | «Amor Sin Fin»                    | 4:33     |  |
| 7.    | «Despertar en Otro Infierno»      | 5:00     |  |
| 8.    | «Mujer Amante (Rata Blanca cover» | 3:18     |  |
| 9.    | «Corazones Perdidos»              | 4:00     |  |
| 10.   | «Medianoche Especial»             | 3:41     |  |
| 11.   | «Hold the Line (Toto cover)»      | 3:37     |  |
| 12.   | «Quién Eres Tú»                   | 4:53     |  |
| 49:58 |                                   |          |  |

## Personal
Alianza
- Adrian Barilari - Voz
- Hugo Bistolfi - Teclados

Musico invitado
- Pato Canevari - Batería

## Videoclips
- Escondida Entre Nubes

- Datos: Q25412080